# Alfons Poller
Alfons Poller (właśc. Alfons Pollak, ur. 31 sierpnia 1879 w Kleinschwadowitz, zm. 3 września 1930 w Wiedniu) – austriacki lekarz.

## Życiorys
Od 1893 do 1897 uczęszczał do Infanterie Kadettenschule w Trieście, następnie do gimnazjum w Wiedniu. Studiował na Uniwersytecie Wiedeńskim, najpierw filozofię, potem medycynę. Promowany na doktora medycyny w 1914. Poller opracował i opatentował metodę wykonywania plastycznych odlewów, która znalazła zastosowanie w medycynie sądowej i neuroanatomii. Popełnił samobójstwo w 1930 roku.